# Alexander Mackenzie (compositor)

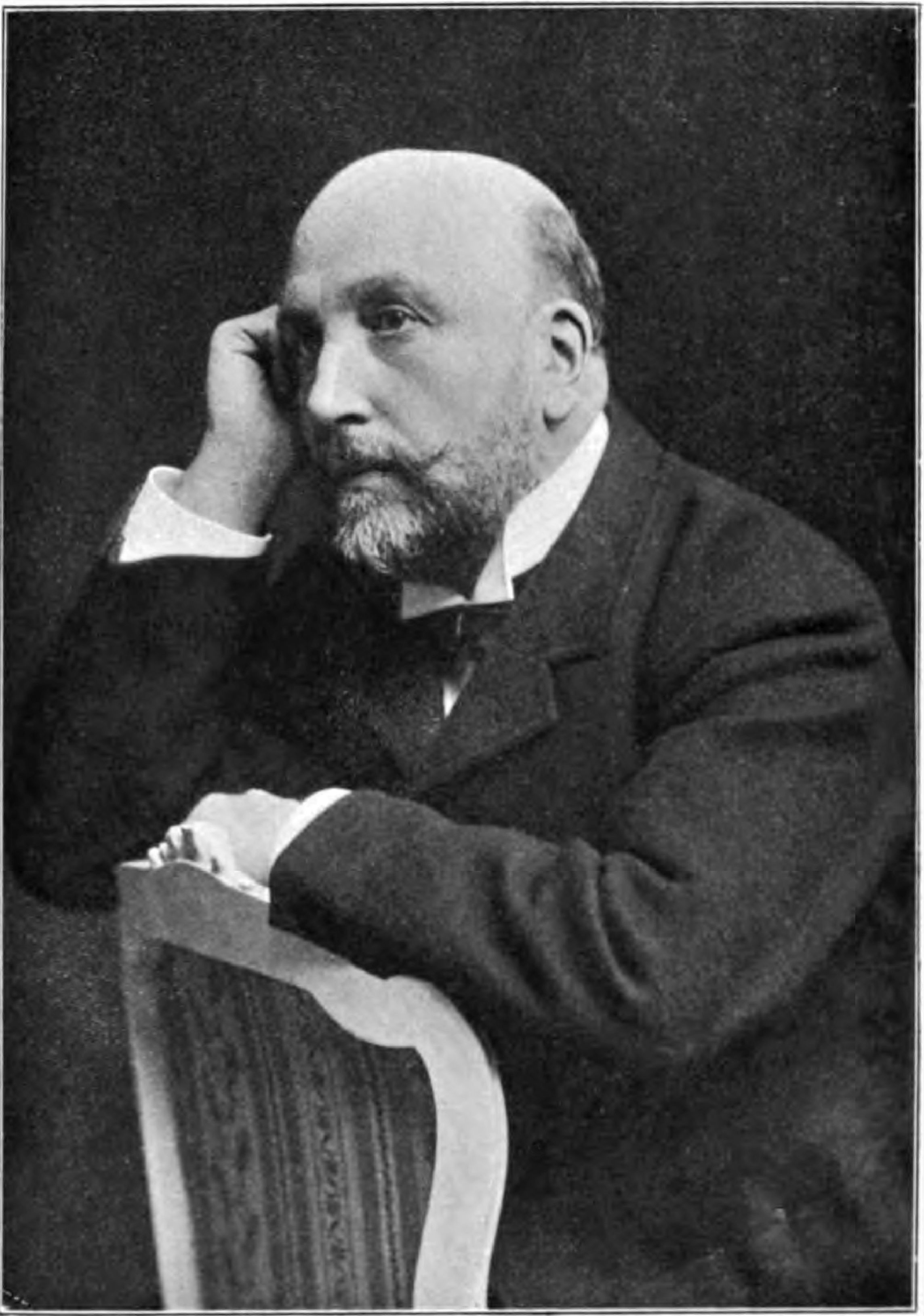
Alexander Mackenzie, 1898

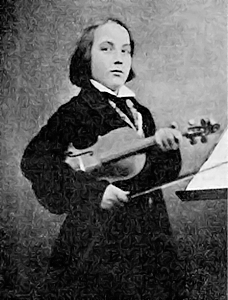
Alexander, 12 anos de idade

Sir Alexander Campbell Mackenzie (22 de agosto 1847 – 28 de abril 1935) foi um compositor escocês, mais conhecido por seus oratórios, violino e piano e obras para o palco.

## Vida
Mackenzie foi o filho de um eminente violinista e maestro.  
Mackenzie escreveu óperas. A primeira foi Sua Majestade, uma ópera cómica de Gilbert e Sullivan, com libreto de Francis Burnand, que foi apresentada no Teatro Savoy em 1897. The Cricket on the Hearth (1901) e The Eve of St. John (1925).
Morreu em Londres 1935 com 87 anos.